# Metro-ongeluk bij Valencia
Op maandag 3 juli 2006 vond er een metro-ongeluk bij Valencia plaats. De metro ontspoorde tussen de stations Plaça d'Espanya en Jesús  en kwam tot stilstand tegen een muur van een tunnel nabij Jesús. Er kwamen 42 tot 43 mensen om het leven. De metro reed 80 km/u, tweemaal harder dan op dat stuk was toegestaan.

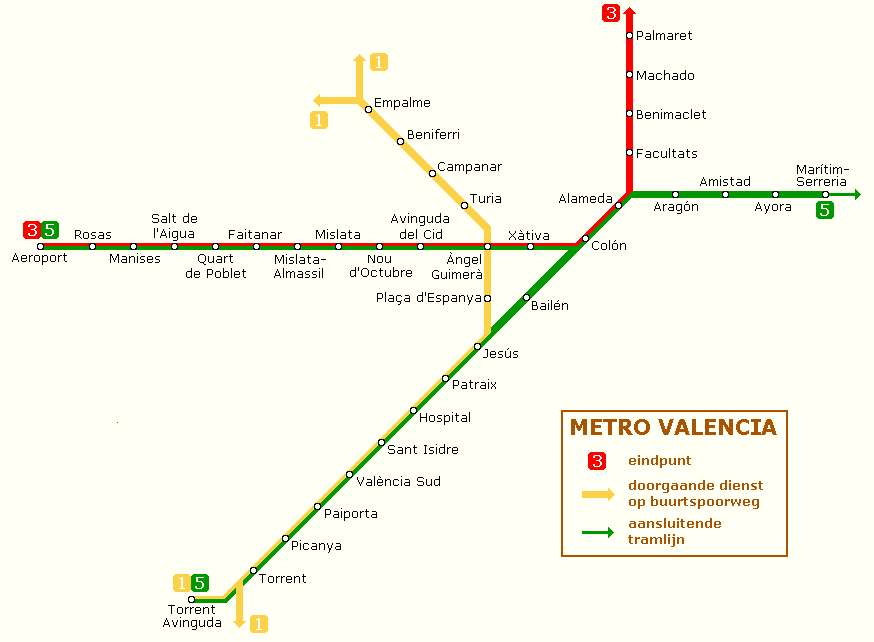
Metrostelsel in Valencia. Station Jesús bevindt zich bij het punt waar lijn 1 (geel) en lijn 3 (groen) splitsen.

## Achtergrond
Het traject waar het ongeluk plaatsvond, Lijn 1, stond al jaren bekend als onveilig. In maart 2000 drongen machinisten aan op het instellen van een onderzoekscommissie die de problematiek in kaart moest brengen. In oktober 2003 probeerden de vakbonden opnieuw aandacht te vragen voor de problematiek, wederom zonder dat daar maatregelen uit voortkwamen. Toen in september 2005 drie metro's met elkaar in botsing kwamen op hetzelfde traject waarbij 42 mensen gewond raakten, werd Lijn 1 aangepast. Dat gebeurde echter niet op het gehele traject; de tunnel nabij Jesús werd ongemoeid gelaten.

## Latere berichtgevingen in de media
Jaren later publiceerde het tijdschrift Interviú een stuk waar in stond dat de machinist aan epilepsie leed. De machinist, die zelf bij het ongeluk om het leven kwam, zou hierdoor niet geschikt zijn om een metro te besturen. In 2012 schreef de krant El Mundo dat de FGV haar personeel vragen en richtlijnen tot het beantwoorden van vragen gaf, die het personeel kon gebruiken in voorbereiding op getuigenissenverklaringen aan de commissie die was ingesteld om het ongeluk te onderzoeken.
In 2013 stelde het televisieprogramma Salvados de officiële uitkomst van het onderzoek aan de kaak. Er waren indicaties dat de plaatselijke overheid probeerde om het ongeluk te bagatelliseren of zelfs om bewijs verborgen te houden. De uitzending werd breed uitgemeten in de pers waarna er werd geroepen om heropening van het onderzoek.